# Église Saint-Marc de Montréal (Ardèche)
 (mai 2025).
Si vous disposez d'ouvrages ou d'articles de référence ou si vous connaissez des sites web de qualité traitant du thème abordé ici, merci de compléter l'article en donnant les références utiles à sa vérifiabilité et en les liant à la section « Notes et références ».
Pour les articles homonymes, voir Église Saint-Marc.
L'église Saint-Marc est l'église paroissiale de Montréal dans le département de l'Ardèche.

## Historique
Au Moyen Âge, Montréal et Laurac constituent une seule et même paroisse, Saint-Amans des Termes. L'église se situait à l'écart dans vallée. Au XVIe siècle, probablement en 1562, l'église Saint-Amans est détruite par les Protestants.  
- 1631, la tour Rompude, dite tour de Chanalheiles, appartenant à cette famille est vendue pour être adjointe à la chapelle de Montréal.
- 1659, l'évêque de Viviers, autorise les baptêmes, les enterrements, et l'ouverture des registres paroissiaux.
- 1714, le curé de Largentière constate des infiltrations d'eau le long de la tour qui gâtent les murailles.
- 1727, la reconstruction de l'église est considérée comme urgente.
- 1743-1749, reconstruction de l'église: clocher, chœur, nef et coupole.
- 1804, Montréal devient une paroisse autonome[1].
- 1820, construction de la Chapelle des Pénitents ou de Saint-Joseph.
- 1858, reconstruction du clocher.